# Lucky Luke tegen Pinkerton
Lucky Luke tegen Pinkerton is het 4de stripalbum uit de reeks De avonturen van Lucky Luke naar Morris en het 74ste album van Lucky Luke. Het werd in 2010 uitgegeven door Lucky Comics & Lucky Productions. Het scenario werd geschreven door Daniel Pennac en Tonino Benacquista, de eerste bijdrage van het duo aan deze reeks. De andere drie albums werden bedacht door Laurent Gerra, die evenwel de vaste scenarist blijft. In tegenstelling tot bij de vorige drie albums was tekenaar Achdé niet betrokken bij het scenario.

## Verhaal
Lucky Lukes imago als held krijgt een flinke deuk wanneer Allan Pinkerton met een detectivebureau, Pinkerton National Detective Agency, op de proppen komt. Zelfs president Abraham Lincoln raadt Luke aan met pensioen te gaan. De president vraagt Pinkerton zelfs een inlichtingendienst op te starten. Pinkertons mannen verzamelen overal en over iedereen informatie. De kleinste ingreep wordt geïnventariseerd en geverbaliseerd. De gevangenissen geraken zo snel overvol dat de zwaarste criminelen amnestie krijgen, zo ook de Daltons. Joe Dalton is kwaad omdat hij niet zelf is ontsnapt en wil zich wreken op Pinkerton. De Daltons nemen hun leven als desperado snel weer op en trekken naar Pinkerton. Eenmaal de Daltons aan zijn deur staan, roept Pinkerton de hulp in van Lucky Luke. De Daltons zijn zich van geen kwaad bewust en neuzen in de dossiers van de gegijzelde Pinkerton. Ze willen de dossiers gebruiken om mensen te chanteren, maar Lucky Luke lokt ze in een hinderlaag. De Daltons worden gevangengenomen en Lucky Luke steekt de spionagedossiers van Pinkerton in de fik.

## Achtergronden bij het verhaal
- Allan Pinkerton was een authentiek historisch personage.
- Het detectivebureau Pinkerton deed eerder al mee in het album Jesse James, waarin ze belast is met de arrestatie van Jesse en zijn bende. Hieruit kan worden geconcludeerd dat Lucky Luke tegen Pinkerton zich chronologisch afspeelt voor de gebeurtenissen uit Jesse James.